# Levobunolol
Levobunolol  ist ein Arzneistoff aus der Gruppe der β-Rezeptorenblocker, der in Form von Augentropfen zur Behandlung von erhöhtem Augeninnendruck (okuläre Hypertension) und chronischem Weitwinkelglaukom eingesetzt wird.

## Klinische Angaben

### Anwendungsgebiete (Indikationen)
Levobunolol-haltige Augentropfen werden eingesetzt zur Behandlung des Glaukoms (Weitwinkelglaukom=Offenwinkelglaukom); bei erhöhtem Augeninnendruck; nach chirurgischen Eingriffen am Auge, verbunden mit okulärer Hypertension; Glaukom bei Benzalkoniumchlorid-Allergie. Sobald der Augeninnendruck gut eingestellt ist, genügt eine Anwendung täglich.
Kontaktlinsen sind vor jeder Applikation herauszunehmen und erst 15 Minuten nach der Anwendung wieder einzusetzen.
Spezielle Dosierungsanweisungen:

Kann der Augeninnendruck nicht genügend gesenkt werden, ist eine Kombination mit Pilocarpin oder anderen Miotika und/oder Epinephrin oder Dipivefrin und/oder systemisch applizierte Carboanhydrasehemmer, wie beispielsweise Acetazolamid, möglich.

### Gegenanzeigen (Kontraindikationen)
Asthma bronchiale (auch in der Anamnese); chronisch obstruktive Lungenerkrankung (COPD); Sinusbradykardie; AV-Block 2. und 3. Grades; Herzinsuffizienz; kardiogener Schock.

### Wechselwirkungen mit anderen Medikamenten
Bei simultaner systemischer oder lokaler Anwendung von Steroiden müssen die Druckwerte sorgfältig und fortlaufend kontrolliert werden.

### Besondere Patientengruppen
Bei Patienten mit schweren Herzkrankheiten in der Anamnese muss die Pulsfrequenz überwacht werden. Bei vorangegangenen Augenoperationen sollte die Augendruckkontrolle sorgfältig und in häufiger Frequenz erfolgen. Regelmäßige Überwachung des intraokularen Druckes und der Kornea ist angezeigt. Blutzuckerkontrollen bei Diabetikern sind angezeigt.

## Chemische und pharmazeutische Informationen

### Herstellung
Levobunolol wird ausgehend von 5-Hydroxy-1-tetralon hergestellt. Die Alkylierung der phenolischen Hydroxygruppe liefert 5-(2,3-Epoxypropxy)-1-tetralon. Es folgt die Ringöffnung des Epoxides mit tert-Butylamin zum racemischen Aminoalkohol. Die Racematspaltung des Aminoalkohols mit (R,R)-Weinsäure liefert das enantiomerenreine Levobunolol.

## Geschichtliches
Levobunolol wurde 1970 von Warner Lambert patentiert und ist als Betasympatholytikum und Antihypertensivum unter anderem zur Glaukombehandlung vom international tätigen Pharmaunternehmen Allergan, Inc unter dem Handelsnamen Vistagan® im Vertrieb.

## Handelsnamen
Levobunolol ist in Deutschland, Österreich und der Schweiz unter dem Namen Vistagan im Handel erhältlich.